# Ernst Westerberg
Ernst John Westerberg, född 13 april 1889 i Hedvig Eleonora församling i Stockholm, död 10 januari 1972 i Sigtuna, var en svensk inspicient, filmfotograf och stillbildsfotograf.
Westerberg är begraven på Sigtuna kyrkogård.

## Filmfoto i urval
- 1932 – Muntra musikanter
- 1932 – Söderkåkar
- 1933 – Den farliga leken
- 1933 – Hemliga Svensson
- 1935 – Kanske en gentleman
- 1936 – Ä' vi gifta?
- 1936 – Fröken blir piga
- 1936 – Morderen uten ansikt
- 1937 – Mamma gifter sig
- 1938 – Adolf klarar skivan
- 1938 – På kryss med Albertina
- 1939 – Oss baroner emellan
- 1940 – Familjen Björck
- 1942 – Gula kliniken
- 1942 – Ta hand om Ulla
- 1943 – I brist på bevis
- 1943 – Fångad av en röst
- 1943 – Anna Lans
- 1944 – Örnungar